# Ratownictwo górskie

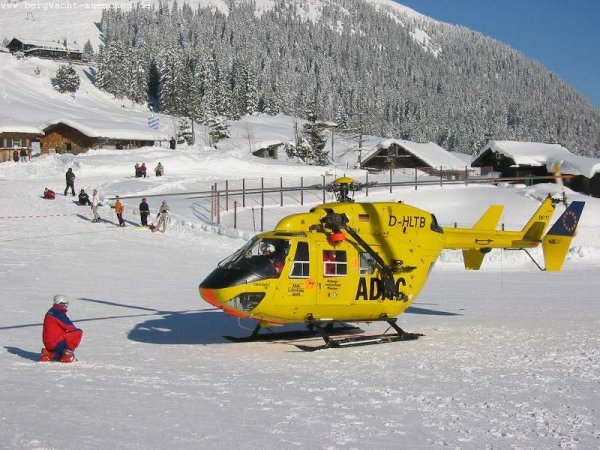
Śmigłowiec służb ratowniczych w Alpach Bawarskich

Ratownictwo górskie – działania związane z prowadzeniem akcji ratowniczych w terenie górskim, poszukiwanie zaginionych osób, udzielanie pomocy medycznej ofiarom wypadków, transport poszkodowanych do miejsc, gdzie można im udzielić pełnej pomocy medycznej; również działania prewencyjne związane z informowaniem o zagrożeniach, niebezpieczeństwie lawin i spodziewanych załamaniach pogody.

## Specjalistyczne wyposażenie
W zależności od terenu działań, lokalne służby ratownicze mogą dysponować specjalistycznymi środkami transportu, takimi jak ratraki i skutery śnieżne (do transportu po stromym śniegu), wszędołazy, samochody terenowe a przede wszystkim – śmigłowce. Prowadzenie akcji w stromym terenie skalnym może wymagać specjalistycznych umiejętności związanych z technikami linowymi oraz asekuracją.
Ze względu na specyfikę terenu, poszukiwanie zaginionych osób często prowadzone jest z użyciem odpowiednio wytresowanych psów ratowniczych, a także wspomagane przez urządzenia elektroniczne: detektory lawinowe, kamery termowizyjne, środki łączności radiowej i satelitarnej.

## Regulacje prawne
W różnych krajach funkcjonują rozmaite regulacje prawne dotyczące funkcjonowania organizacji ratowniczych, a co za tym idzie, różne są źródła finansowania, sposób rekrutacji członków (służby ochotnicze i zawodowe) oraz stopień ich odpowiedzialności prawnej podczas akcji.
W niektórych państwach wybrane działania służb ratowniczych są całkowicie lub częściowo odpłatne; w szczególności, wiele służb ratowniczych wymaga odpłatności za akcje z użyciem helikoptera, w związku z tym turyści, wspinacze i narciarze prowadzący działalność na takich terenach powinni dysponować stosownym ubezpieczeniem od kosztów takich akcji lub liczyć się z ryzykiem ewentualnego pokrycia tych kosztów z własnej kieszeni. Odpłatność akcji ratowniczych obowiązuje m.in. w krajach takich jak:
- Słowacja[1][2]
- kraje alpejskie[3] (z wyjątkiem akcji francuskiej żandarmerii)
- USA i Kanada[4].

## Ratownictwo górskie w Polsce
Na terenie Polski działa obecnie Górskie Ochotnicze Pogotowie Ratunkowe (na terenach górskich poza Tatrami) oraz Tatrzańskie Ochotnicze Pogotowie Ratunkowe.

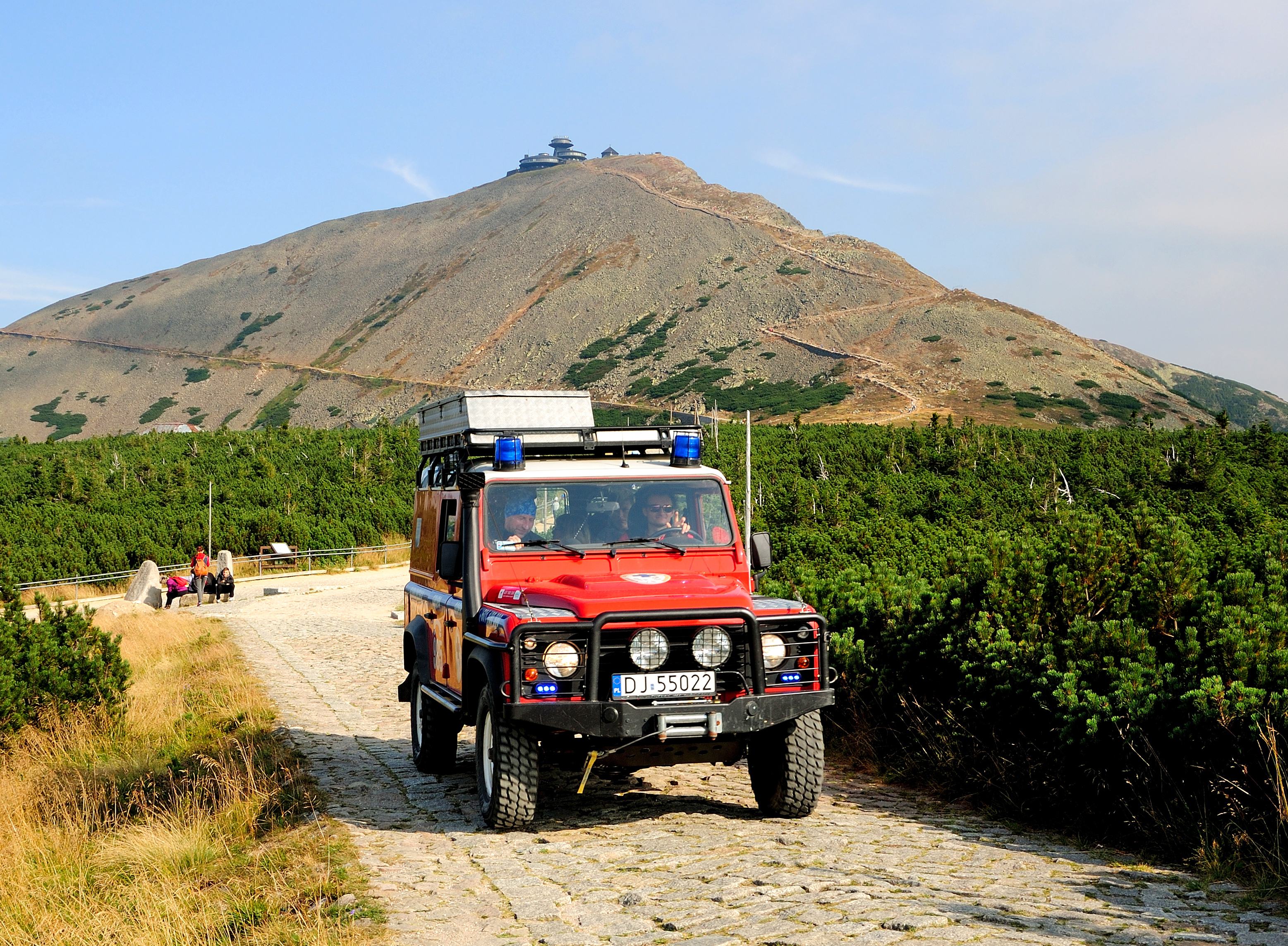
Polscy ratownicy GOPR w czasie akcji w Karkonoszach
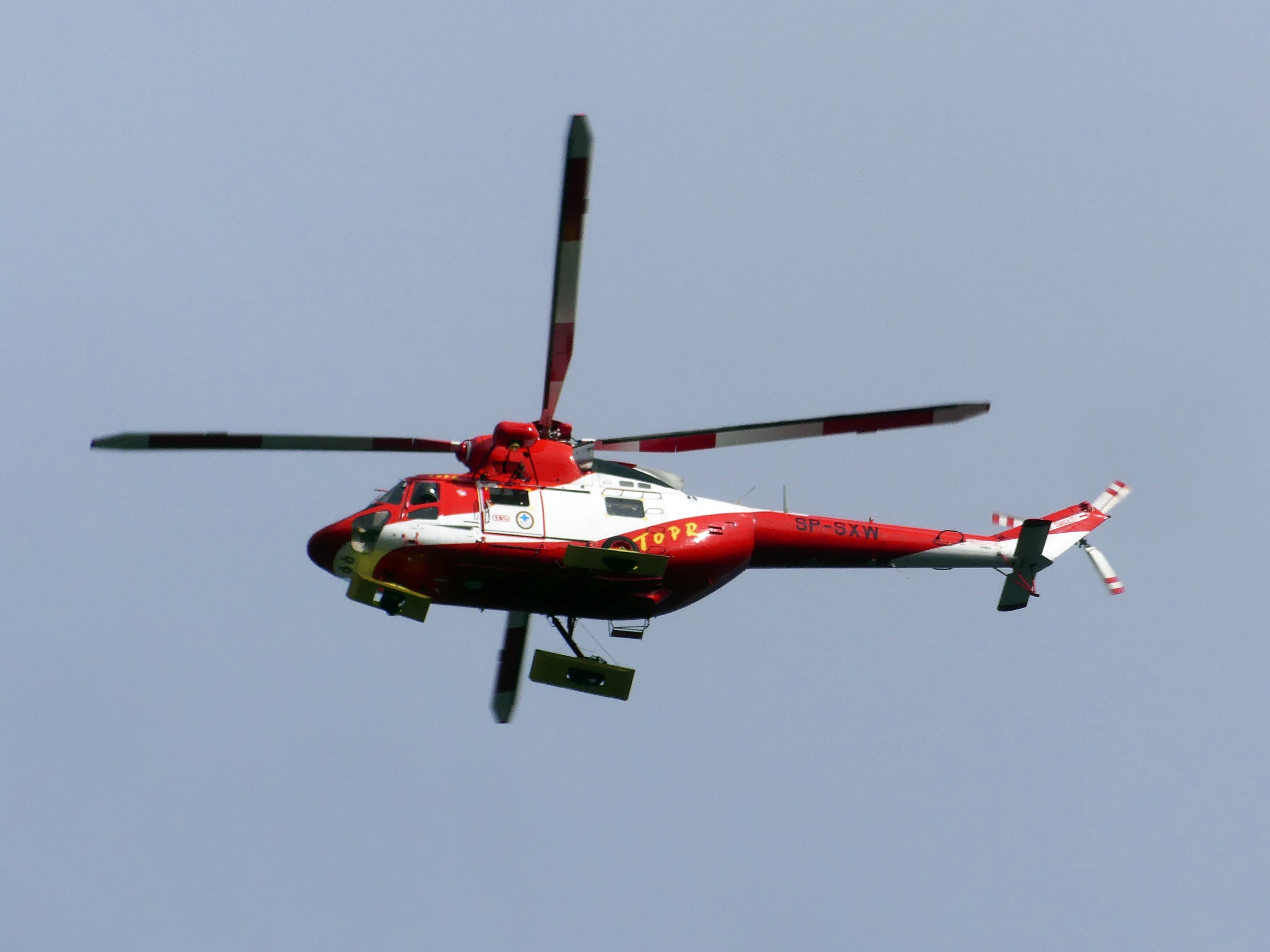
Śmigłowiec PZL W-3 Sokół TOPR w czasie akcji na Tatrami
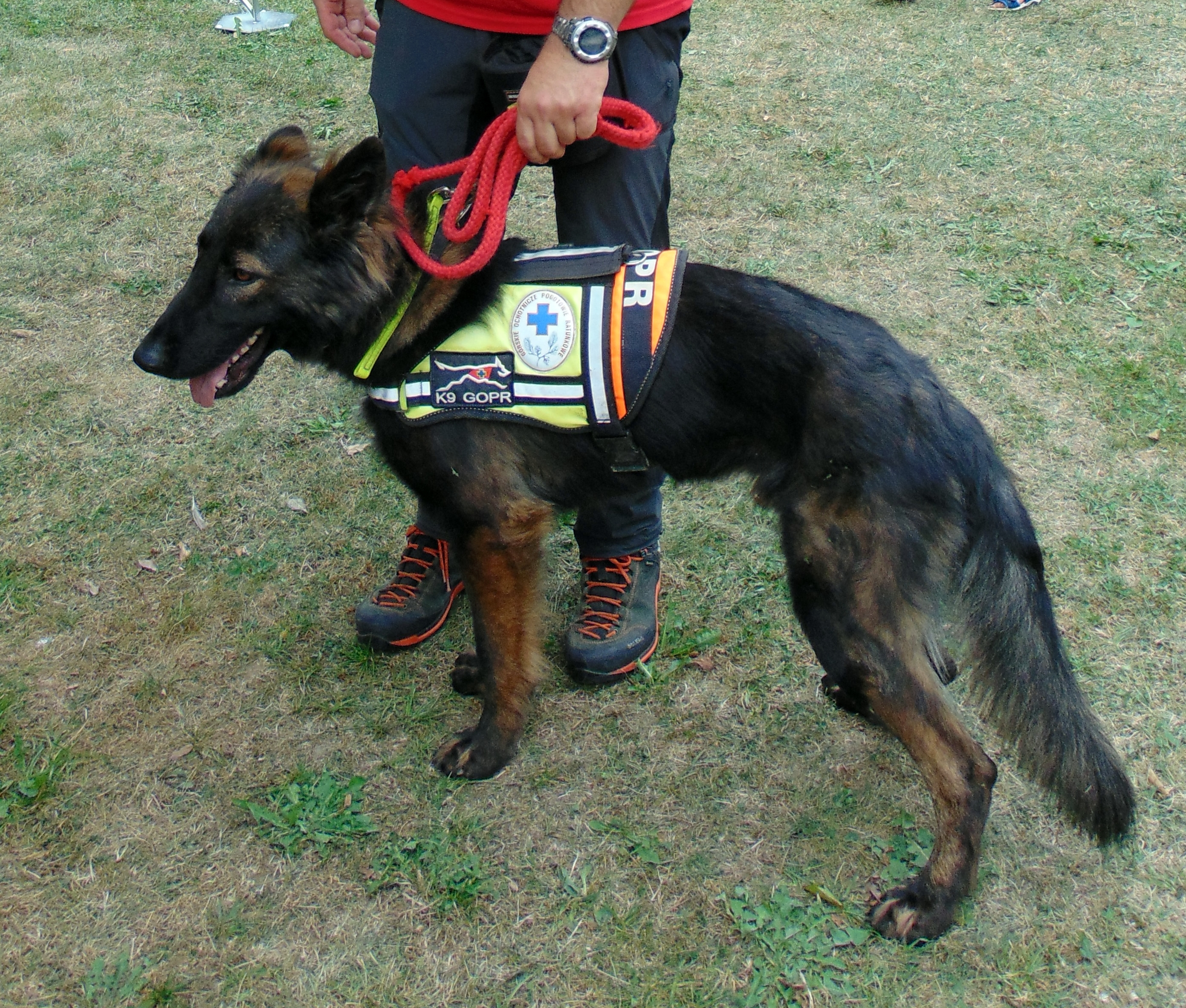
Pies ratownik wyszkolony do poszukiwania ludzi w terenie oraz lawinach
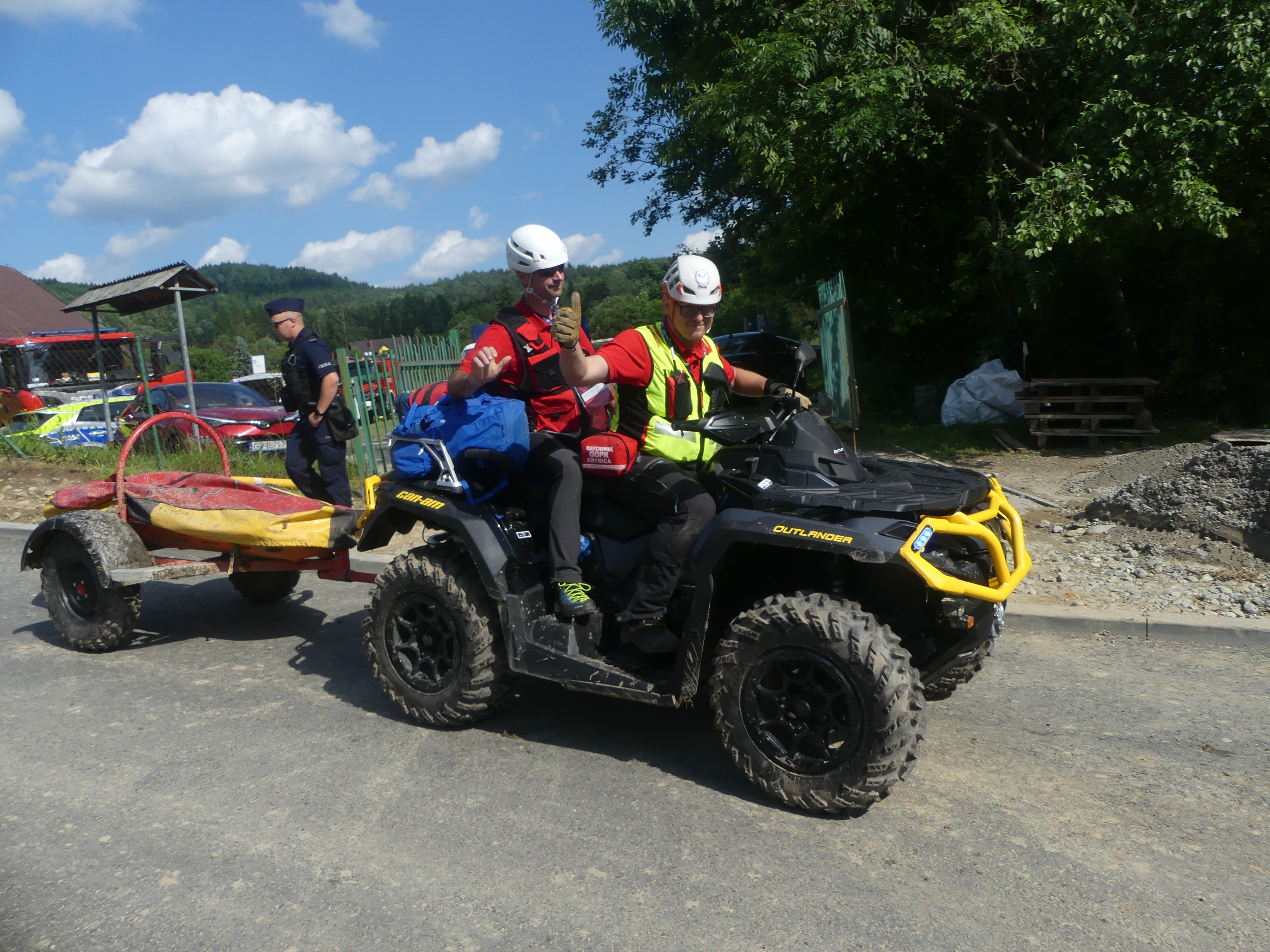
Ratownicy z Grupy Krynickiej GOPR, pojazd ratowniczy quad z przyczepką do przewozu poszkodowanych
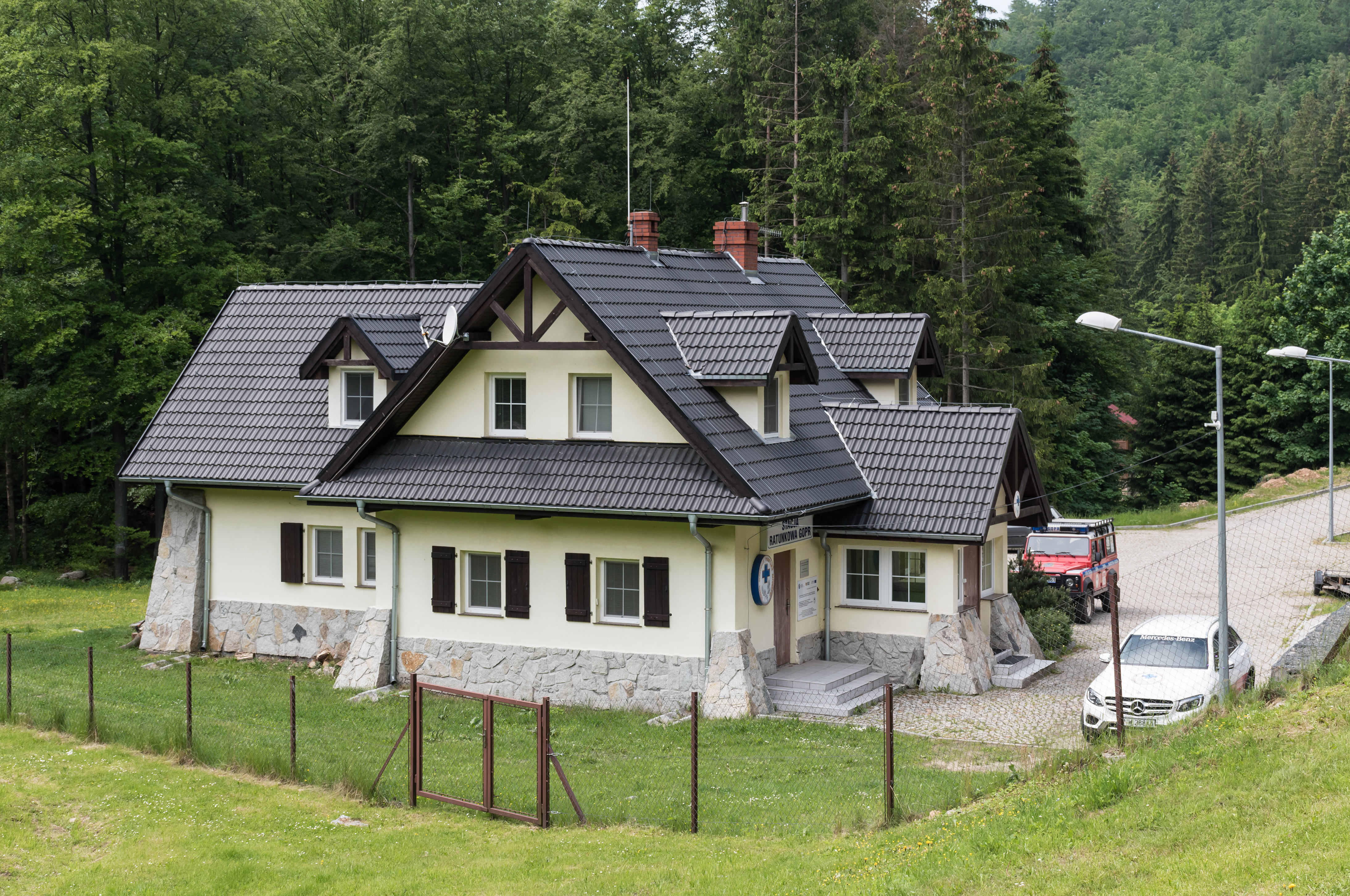
Stacja ratunkowa GOPR w Międzygórzu